# Hovedvandsæg
|  | For andre betydninger af ordet vinaigrette, se Vinaigrette (flertydig) |
Et hovedvandsæg, også kaldet en vinaigrette eller en lugtedåse, er en lille beholder som tidligere blev brugt til at opbevare en våd svamp. Man lugtede til svampen eller brugte den til at duppe såkaldt hovedvand, som for eksempel kunne være rosenvand, i ansigtet. Hovedvandsæg er ofte lavet af sølv og forgyldte på indersiden for at beskytte sølvet mod hovedvandet.
Hovedvandsæg var i perioden omkring 1700-1850 et almindeligt statussymbol for kvinder som havde dem i en inderlomme eller en lille posetaske.
Det franske ord vinaigrette bruges som fremmedord i denne betydning på flere sprog, foruden dansk også på engelsk og tysk.